# PTV
„PTV” – nominowany do nagrody Emmy, czternasty odcinek czwartego sezonu serialu animowanego Głowa rodziny. Poświęcony jest cenzurze w telewizji.

## Streszczenie
W jaskini, gdzieś w Afganistanie, Osama bin Laden z towarzyszami przygotowują nowe nagranie skierowane do „niewiernych”. Jednym z zamaskowanych terrorystów okazuje się być Stewie, który w pewnym momencie ujawnia się i podejmuje walkę, z której wychodzi zwycięsko. Potem stacza się z góry i ląduje na rowerku rozpoczynając podróż do domu (w stylu początkowej sekwencji z filmów serii Naga broń).
Peter jest podekscytowany rozdaniem nagród Emmy, które zamierza oglądać tego wieczoru w telewizji. Lois zmusza go jednak, aby poszedł z nią na szkolny musical, w którym występuje Meg.
Następnego dnia, z telewizyjnych wiadomości Peter dowiaduje się, że podczas rozdania nagród doszło do wielkiego skandalu. Spodnie aktora Davida Hyde’a Pierce’a „zawiodły” i cały kraj zobaczył jego genitalia. Peter jest wściekły, że przegapił „historyczny moment telewizji”.
Tymczasem, w siedzibie Federalnej Komisji Łączności (FCC) trwa narada na temat incydentu z Davidem Hyde’em Pierce’em. FCC otrzymała w tej sprawie 20 telefonów protestacyjnych, co zdaniem ekspertów komisji jest równoważne 20 miliardom urażonych ludzi. Szef FCC (którym jest Komandor Cobra z komiksu G.I. Joe) postanawia zaostrzyć cenzurę telewizji.
FCC cenzuruje wszystko co tylko mogłoby urazić kogokolwiek. Czarnym kwadratem przesłania bikini bohaterki Lokatorów, wycina skierowane do żony (czcze) groźby bohatera Miodowych Lat, wreszcie, cenzuruje imię i nazwisko Dicka Van Dyke’a. Zdenerwowany Peter, za radą Toma Tuckera postanawia otworzyć własną telewizję – PTV.
Początkowo nadaje tylko stare seriale z lat siedemdziesiątych – w wersjach nieocenzurowanych. PTV odnosi jednak tak duży sukces, że Peter rozpoczyna produkcję własnych programów, m.in.: Cheeky Bastard, Midnight Q, Dogs Humping i The Peter Griffin Side-Boob Hour (wszystkie poza pierwszym mają charakter erotyczny). Produkcje Petera wybitnie nie podobają się Lois, która donosi na PTV do FCC. W odpowiedzi Peter, Stewie i Brian wykonują piosenkę, w której wyśmiewają komisję. Utwór podoba się przedstawicielom FCC, ale nie dają się oni przekonać i zamykają stację telewizyjną. Peter w złości wykrzykuje, że i tak nie zmienią tego jak zachowują się zwykli ludzie. Agenci FCC odbierają to jako wyzwanie, które chętnie podejmują. Od tej pory cenzurują każde nieprzyzwoite słownictwo lub zachowanie w Quahog. Przekleństwa są zagłuszane trąbką, zaś pierdnięcia – przekształcane są w marne dowcipy przez specjalne urządzenie. Kiedy agenci nakładają ograniczenia na uprawianie seksu (de facto go uniemożliwiając) Lois dochodzi do wniosku, że popełniła błąd. Wraz z Peterem udają się do Waszyngtonu, gdzie próbują przekonać kongresmenów do utemperowania FCC. Początkowo niechętni, członkowie Kongresu ustępują, gdy Peter uświadamia im, że budynki w Waszyngtonie mogą się nieprzyzwoicie kojarzyć (Pomnik Waszyngtona z prąciem, kopuła Kongresu z kobiecymi piersiami, zaś Pentagon z odbytem).
Po zniesieniu zakazów rodzina Griffinów ogląda odcinek serialu The Brady Bunch, w którym akurat pokazany zostaje dowcip „klozetowy”.

## Sceny wykorzystane w końcówce piosenki o FCC
Ostatnie siedem sekund piosenki zilustrowane zostało kompilacją scenek, w większości pochodzących z poprzednich odcinków serialu. Jest ich łącznie aż 23, dlatego rozpoznanie niektórych z nich jest możliwe tylko poprzez oglądanie sceny w zwolnionym tempie.
- Scenki w kolejności w jakiej ukazują się na ekranie:
  - Stewie i Brian w scenie sado-maso
  - Peter ubrany w różowe bikini, obnaża swoje piersi w programie radiowym Howarda Sterna
  - Peter puszcza bąka, a Stewie podpala wydalone gazy palnikiem
  - Peter na randce z dmuchaną lalką, podobną do tej, z którą Quagmire tańczy w odcinku Peterotica
  - Justin Timberlake zrywa połówkę stanika z piersi Petera – jest to parodia incydentu z przerwy Super Bowl z 2004 r., kiedy Timberlake w podobny sposób odsłonił pierś Janet Jackson
  - Peter ssie loda w kształcie rurki, symulując seks oralny
  - Peter, Stewie i Brian w dziewczęcych halkach urządzają bitwę na poduszki
  - Brian w kasku górniczym zakłada gumowe rękawice, przygotowując się do badania prostaty Petera
  - Peter zatyka Lois usta wielkim kawałkiem arbuza (z odcinka Emission Impossible)
  - Amanda Rebecca rozrywa swoją bluzkę (Road to Rhode Island)
  - Stewie podziwia się w lustrze umalowany szminką (Emission Impossible)
  - Nagi Dave Campbell pochyla się, aby dotknąć trawy (From Method to Madness)
  - Stewie symuluje seks z lalką Miss Piggy (Brian Does Hollywood)
  - Nagi Peter wykonuje ruchy biodrami przed Meg (From Method to Madness)
  - Stewie, podczas wystąpienia publicznego orientuje się, że jest nagi (He’s Too Sexy For His Fat)
  - Peter liże swój sutek (He’s Too Sexy For His Fat)
  - Quagmire przycina swoje przyrodzenie oknem (Lethal Weapons)
  - Lois w ubraniu sado-maso (Let’s Go to the Hop)
  - Stewie ssie sutek Petera (I Am Peter, Hear Me Roar)
  - Peter, goły od pasa w dół traci przytomność na oczach Meg i jej przyjaciółek (Jungle Love)
  - Nagi Jeff Campbell strzela w kierunku Meg z pistoletu na wodę, znajdującego się na wysokości jego krocza (From Method to Madness)
  - Peter wyciska sok z pomarańczy używając swojej piersi (The Story on Page One)

## Nawiązania
- Scena walki Stewiego z terrorystami, to parodia początkowej sceny z pierwszego filmu z cyklu Naga broń, w której Frank Drebin walczy na pięści z przywódcami świata terrorystycznego. Także towarzysząca muzyka pochodzi z tego filmu. Sceny kończą się jednak inaczej: w Nagiej broni Frank Drebin po wypowiedzeniu swojego nazwiska uderza w drzwi wejściowe, tymczasem Stewie – spada z urwiska, tak jak kapitan Jack Sparrow w filmie Piraci z Karaibów. Następnie Stewie na rowerku przemierza najróżniejsze dziwne miejsca w drodze do domu (parodia otwierających wszystkie części Nagiej broni scenek z jadącym radiowozem, muzyka z tych scenek towarzyszy także Stewiemu).
Stewie przemierza kolejno: miasto (rozjeżdża kota i rozpędza paradę gejów), drogę z żółtych cegieł z Czarnoksiężnika z Krainy Oz (rozjeżdżając Dorotkę i jej przyjaciół), tor wyścigów rydwanów z filmu Ben-Hur, hotel z filmu Lśnienie (z tego filmu pochodzi również sam motyw dziecka jadącego na trójkołowym rowerku), korytarze z gry Doom, planetę Hoth z filmu Imperium kontratakuje, górskie hale z filmu The Sound of Music. Wreszcie przyjeżdża do domu. Wjeżdżając do garażu taranuje Homera Simpsona, parodiując scenę otwierającą prawie każdy odcinek konkurencyjnych Simpsonów.

- Programy pokazywane w „PTV”:
  - All in the Family: Archie i Edith w końcu doprowadzają do wyniesienia się Jeffersonów z sąsiedztwa, po tym jak przed ich domem palą krzyż, ubrani w stroje Ku Klux Klanu.
  - The Waltons: Sparodiowana została scena z serialu, w której bohaterowie mówią sobie nawzajem dobranoc. Gdy John Boy nie odpowiada na „dobranoc” matki, ta udaje się do jego pokoju. Słychać wówczas zdenerwowany głos John Boya, który mówi: „Cholera, czy facet nie może się w tym domu masturbować?”
  - Midnight Q: erotyczny talk-show, prowadzony przez nagiego Quagmire'a
  - The Side-Boob Hour (dosłownie: „Godzina bocznego cyca” (tj. widzianego z boku)), prowadzony przez Petera program, w którym prezentowane są archiwalne ujęcia kobiecych piersi z różnych programów telewizyjnych
  - Cheeky Bastard: sitcom, z Brianem i Stewiem jako współlokatorami
  - Dogs Humping: program przyrodniczy prezentujący zwierzęta podczas kopulacji
  - Douchebags: parodia Jackassa. Jedyny pokazany fragment, zatytułowany „Crap off Stuff” (dosłownie: „Sranie z różnych rzeczy”) zawiera scenę, w której Peter załatwia się z mostu. Jego ekskrementy trafiają w samochód Lois, która z tego powodu ma wypadek. Scena ta została wycięta z wersji telewizyjnej tego odcinka Głowy Rodziny.

- Programy ocenzurowane przez FCC:
  - The Dick Van Dyke Show: FCC zagłuszyło imię Dick i nazwisko Dyke. Słowo „dick” jest bowiem nieraz używane jako wulgaryzm oznaczający penisa, zaś słowo „dyke”, to pejoratywne, slangowe określenie lesbijki.
  - Three’s Company (amerykański odpowiednik Lokatorów): ocenzurowano biust Chrissy (odpowiednik Zuzi z Lokatorów) mimo że dziewczyna była ubrana w bikini i scena nie zawierała golizny.
  - The Honeymooners (amerykański odpowiednik Miodowych Lat: Tekst męża wypowiedziany do żony: „Któregoś dnia, Alice, łup! Prosto w [Twoją] jadaczkę!” został zdubbingowany, tak że po słowach „Któregoś dnia” słychać podłożony głos, który mówi „...pobudzę gospodarkę kupując amerykański samochód”.

- „Incydent z Hyde’em Pierce’em” to nawiązanie do incydentu z udziałem Janet Jackson i Justina Timberlake’a podczas programu rozrywkowego w przerwie Super Bowl 1 lutego 2004, do którego nawiązuje także wspomniana wyżej scena z końcówki piosenki o FCC. Jackson twierdziła po tym wydarzeniu, że „zawiódł jej stanik”, w „incydencie z Hyde’em Pierce’em” „zawiodły” jego spodnie.

- Osama bin Laden pojawia się w serialu po raz pierwszy od czasu „Road to Rhode Island”.
- Słowa piosenki: „You're gonna have to do her with your ding-a-ling” to nawiązanie do utworu Chucka Berry’ego pt. „My Ding-a-Ling”, którą wiele osób zinterpretowało jako zawierającą seksualne aluzje
- Gdy Peter zamiast przed telewizorem musi siedzieć na przedstawieniu Meg wspomina, że to gorsze niż jego szesnaste urodziny. Następnie pokazana zostaje scena w której młody Peter zostaje zgwałcony przez Jake’a Ryana, który jest bohaterem filmu Sixteen Candles.
- Kiedy Peter otrzymuje radę, żeby otworzył własną telewizję, stwierdza, że jego ostatnim interesem był sklep wysyłkowy. Okazuje się, że była to znana z serii Zwariowane melodie firma „Acme”. W pokazanej scence kojot Wiluś znany z kreskówki o Strusiu Pędziwiatrze próbuje zwrócić do sklepu wielką procę neurobalistyczną
- Ozzy Osbourne pojawia się jako podany przez agentów FCC przykład zreformowanego skandalisty. Podczas koncertu Ozzy zamiast odgryzać głowy nietoperzom zjada zwykłą kanapkę (ku uciesze tłumu). Scena nawiązuje do słynnego wydarzenia z początku lat osiemdziesiątych, kiedy Osbourne miał w zwyczaju rzucać w tłum wnętrzności zwierząt. Publiczność często się odwzajemniała rzucaniem podobnych rzeczy na scenę. Podczas jednego z koncertów ktoś z publiczności rzucił na scenę nietoperza. Osbourne sądząc, że to jedynie gumowa zabawka odgryzł mu głowę. Tymczasem nietoperz był prawdziwy i żył jeszcze kiedy był rzucony na scenę (upadek jedynie go ogłuszył).
- Melodia użyta w piosence o FCC pochodzi z utworu Volunteer Fire Picnic z musicalu Take Me Along z 1959 r.